# Островская, Мария Андреевна
Мария Андреевна Островская (1884 — не ранее 1927) — русский педагог-историк.

## Биография
Родилась 25 февраля (8 марта) 1884 года (по другим сведениям — 24 февраля) в Казани, в семье потомственного дворянина адвоката надворного советника Андрея Николаевича Островского; 13 марта была крещена в казанском Петропавловском соборе. Её отец, окончивший в 1866 году юридический факультет Императорского Московского университета со степенью кандидата, 22 января 1878 года женился на симбирской дворянке, вдове титулярного советника Наталье Александровне Грибовской, в девичестве — Татариновой (брак был заключён в Борисоглебской церкви у Арбатских ворот в Москве). Кроме Марии, у них было ещё два сына: старший Дмитрий (12.10.1881—?) и младший Андрей (30.04.1885—?). У отца было имение (почти 1480 десятин земли и леса) при деревне Кульбаевой Мурасе (которое перешло потом его дочери, Марии Андреевне) в Чистопольском уезде, где несколько лет подряд он избирался мировым судьёй; он был также был управляющим Саратовским отделением Государственного Дворянского земельного и Крестьянского поземельного банков; «за особо выдающиеся отличия» он был награждён орденом Св. Станислава 2-й степени, а также серебряной медалью в память о царствовании императора Александра III и бронзовой медалью «За труды по первой всеобщей переписи населения 1897 года». Род был внесён в З-ю часть дворянской родословной книги Казанской губернии по определению Казанского дворянского депутатского собрания от 12 января 1888 года и утверждён указом Герольдии от 5 апреля 1851 года.
Мария Островская в 1896 году поступила в четвертый класс казанской Мариинской женской гимназии, которую окончила в 1900 году с золотой медалью. Из необязательных предметов гимназического курса она изучала французский и немецкий языки «с отличными успехами». По окончании общего курса в 1900/1901 уч. году, для получения звания домашней наставницы, она прослушала при той же гимназии специальный курс по педагогике, бухгалтерии, дидактике и методике преподавания предметов учебного курса женских гимназий, упражнялась в педагогической практике.
В августе 1901 года стала слушательницей историко-филологического отделения Высших женских курсов в Санкт-Петербурге. Жила в Петербурге вместе с матерью. Поскольку её привлекала отечественная история, она выбрала исторический разряд и стала слушать лекции профессора С. Ф. Платонова. В качестве темы своих занятий она избрала историю крестьянского населения русского государства в эпоху позднего средневековья.
Курсы были окончены весной 1906 года, а спустя три года, в 1909 году она успешно выдержала экзамены в Историко-филологической испытательной комиссии Санкт-Петербургского университета (такие экзамены должны были сдавать и студенты, заканчивающие университет). В 1910 году она сдала экзамены на степень магистра русской истории и обратилась на историко-филологический факультет Санкт-Петербургского университета с просьбой допустить её к чтению пробных лекций на соискание звания приват-доцента. Не встречая «с принципиальной стороны препятствий к удовлетворению ходатайства госпожи Островской», факультет всё-таки обратился в феврале 1911 году к ректору университета профессору всеобщей истории Э. Д. Гримму, а тот, в свою очередь, к попечителю Санкт-Петербургского учебного округа. Островской было позволено прочитать две пробные лекции на факультете, но её просьба о чтении лекций по русской истории с осеннего полугодия 1912 года на правах приват-доцента не была удовлетворена попечителем учебного округа, поскольку «действующий устав университетов не предусматривает допущение лиц женского пола в число приват-доцентов…». Министерство народного просвещения Российской империи, ссылаясь на новые правила (от 19.12.1911), которые предоставляли право «лицам женского пола приобретать ученые степени и соединенные с ними права на ученую и учебную деятельность», указало, что просительница может быть допущена в число приват-доцентов столичного университета только при наличии магистерской степени. Для получения степени магистра русской истории М. А. Островская представила диссертацию на тему «Земельный быт сельского населения русского Севера XVI-XVIII вв.» — результат работы в многочисленных архивах Петербурга, Москвы и Архангельск. На защите, которая состоялась 16 марта 1914 года, официальными оппонентами Островской выступили её учитель С. Ф. Платонов и приват-доцент А. Е. Пресняков, а неофициальными — А. А. Кауфман и А. С. Раевский. В итоге магистерская защита была признана состоявшейся и М. А. Островская стала первой женщиной, защитившей в Петербургском университете диссертацию на степень магистра.
В сентябре 1914 году Островская была допущена к ведению практических занятий в Петербургском университете по теме «Посад и черная волость в Московском государстве»; в 1915/1916 учебном году по четвергам она вела просеминарий «Московская правительственная среда во второй половине XVII века». С 1914 года она начала преподавать в Психоневрологическом институте и на Бестужевских курсах.
В 1918/19 учебном году она вела в университете семинарий «Русская историография второй половины XIX в.»
С 1918 года работала архивистом в первом отделении экономической секции Петроградского отделения Центрархива. В марте 1924 года она ещё служила там, а затем, как следует из недатированной резолюции в её личном деле, была уволена. 
Жила в Ленинграде по адресу: Соляной переулок, д. 16, кв. 14.

## Научно-литературная деятельность
Кроме педагогической, М. А. Островская занималась активной научно-литературной деятельностью, публиковала статьи, рецензии и материалы. В числе её работ: «Валаам» (СПб., 1907), «Описание документов, поступивших в Археографическую комиссию из Вятской казенной палаты» (СПб., 1907), «Четыре древние частные грамоты» (СПб., 1908.), «К вопросу об истории северных крестьян», «Великорусские миры в XVI—XVII веках», «Новый документ к вопросу о выходе крестьян во второй половине XVI века», «Судное дело XVII в. по поводу складной записи» (Казань, 1911), «О древнерусском одиначестве» (Архангельск, 1911), «Из истории вятских инородцев» (Казань, 1912), «Из жизни новгородского посадского мира в XVII в.» (Историческое обозрение. СПб.. — 1912. — № 3), «К вопросу о брожении 1650 года», «Древнерусский северный мир» (Архангельск, 1912), «Строй русской северной деревни в XVI—XVIII веках» (ЖМНП. — 1912. — № 12.), «Поморские видения 1611—1618 годов», «Былые соседи» (Петроград, 1922), «Волость и ее закрепощение» (Труд в России. — Л., 1924. — Кн.2), «К истории социальной борьбы в Новгороде XVII в.» (Вологда, 1924).
В 1914 году она напечатала в «Тургеневском сборнике», под редакцией Н. К. Пиксанова, воспоминания своей матери о писателе И. С. Тургеневе.
В 1915 году на собрании секции Русской истории Исторического общества при Петербургском университете выступила с докладом «Иверский Святоозерский монастырь».

## Публикации
- Описание документов, поступивших в Археографическую комиссию из Вятской казенной палаты // Летопись занятий Имп. Археографической комиссии за 1905 г. 1907. — Вып. 18. — С. 1-51.
- Четыре древние частные грамоты // Известия Отделения русского языка и словесности Имп. Академии наук. 1908. — Т. 13. Кн. 2. — С. 141—148.
- К вопросу об истории северных крестьян // Известия Архангельского общества изучения Русского Севера. 1909. — № 8. — Стб. 29-36.
- Великорусские миры в XVI и XVII веках // Известия Архангельского Общества изучения Русского Севера. 1910. — № 13. — Стб. 28-37.
- Новый документ к вопросу о крестьянском выходе во второй половине XVI в. // Известия С.- Петербургского Политехнического института имп. Петра Великого. Отделение наук экономических и юридических. — СПб., 1910. — Т. 13. — С. 113—117.
- К вопросу о брожении 1650 г. // Чтения в Имп. Обществе истории и древностей российских при Московском университете. 1911. — Кн. 4 (239). — Разд. 3. — С. 37-41.
- О древнерусском одиначестве // Известия Архангельского общества изучения Русского Севера. 1911. — № 12. — С. 1022—1029; № 15. — С. 215—220.
- Судное дело XVII в. по поводу складной записи // Известия Общества археологии, истории и этнографии при Имп. Казанском университете. 1911. — Т. 27. — Вып. 1. — С. 51-60.
- Древнерусский северный мир // Известия Архангельского общества изучения Русского Севера. 1912. — № 3. — С. 97-106; № 4. — С. 145—156.
- Из жизни новгородского посадского мира в XVII в. // Историческое обозрение: Сборник Исторического общества при Имп. С.-Петербургском университете. 1912. — Т. 17. — С. 1-11.
- Из истории вятских инородцев // Известия Общества археологии, истории и этнографии при Имп. Казанском университете. 1912. — Т. 28. — Вып. 4/5. — С. 417—447.
- Строй русской северной деревни XVI—XVIII веков // Журнал Министерства народного просвещения. 1912. Ч. 42. — № 12. Отд. 2. — С. 273—328.
- Авторский доклад о книге «Земельный быт сельского населения Русского Севера в XVI—XVIII вв.» // Научный исторический журнал. 1913. — № 1. — С. 107—112.
- Земельный быт сельского населения Русского Севера в XVI—XVIII веках. — СПб.: Тип. Гл. упр. уделов, 1913. — X, 370, 96 с.
- Рецензия на кн.: Богословский М. Земское самоуправление на русском Севере в XVII в. М.: Изд. О-ва истории и древностей российских при Имп. Моск. ун-те, 1912. — Т. 2 // Голос минувшего. 1913. — № 2. — С. 246—249.
- Новое освещение Собора 1648—1649 г. и происхождение Уложения: [рец. на ст.: Смирнов П. П. О начале Уложения и Земского Собора 1648—1649 гг. (Журнал Министерства народного просвещения. 1913. — № 9)] // Научный исторический журнал. 1913. — № 1. — С. 126—129.
- Положения, извлеченные из диссертации М. А. Островской «Земельный быт сельского населения Русского Севера в XVI—XVIII веках». — [СПб.]: Тип. Гл. упр. уделов, 1914. [4] с.
- Видения 1611—1613 годов на Большой Пинеге, в Чакольском стане // Историческое обозрение: Сборник Исторического общества при Имп. Санкт-Петербургском университете. 1914. — Т. 19. — С. 21-29 2-й паг.
- Поморские видения 1611—1613 годов // Научный исторический журнал. 1914. — № 4. — С. 61-75.
- Рецензия на кн.: Срезневский В. И. Описание рукописей и книг, собранных для Имп. Академии наук в Олонецком крае. — СПб.: Тип. Имп. Акад. наук, 1913 г. // Голос минувшего. 1914. — № 8. — С. 234—235.
- Островская Н. А. Воспоминания о Тургеневе / Предисл. и примеч. М. А. Островской // Тургеневский сборник: Новооткрытые страницы Тургенева. Неизданная переписка. Воспоминания. Библиография. — Пг., 1915. — С. 62-133.
- Былые соседи // Сборник статей по русской истории, посвященных С. Ф. Платонову: «1882 — XL — 1922». — Пг., 1922. — С. 133—139.
- Землепользование новгородских дворцовых крестьян в XVII веке // Архив истории труда в России. — Пг., 1923. — Кн. 6-7. — С. 161—167.
- Ученики на петербургской полотняной фабрике в 1797—1807 гг. // Архив истории труда в России. — Пг., 1923. — Кн. 9. — С. 147—152.
- Волость и ее закрепощение // Труд в России. — Л., 1924. — Сб. 2. — С. 133—146.
- К истории социальной борьбы в Новгороде XVII века // Север. Вологда, 1924. — № 1 (5). — С. 33-57.